# Orectolobus maculatus
Orectolobus maculatus là một loài cá mập thảm. Loài này phân bố ở
phía đông Ấn Độ Dương từ Tây Úc tới miền nam Queensland, giữa vĩ độ 20° Nam đến 40° Nam. Nó đạt đến chiều dài 3 mét (9,8 feet). 
Đây là loài đặc hữu của Úc, thường sống ở vùng biển nhiệt đới không sâu hơn 218 mét. 38 mẫu vật bị bắt từ năm 1882 đến 1995 được tìm thấy ở vùng nước sâu 20-176. Nhìn thấy đã được báo cáo ở Queensland, Victoria, Nam Úc và Tây Úc, ở phía tây Thái Bình Dương và phía đông Ấn Độ Dương. Hồ sơ cũng được biết về các loài sống ở Tasmania và Lãnh thổ phía Bắc, nhưng những điều này có khả năng là không hợp lệ. Một số hồ sơ đã xác định nhầm các loài cá khác sống ở Nhật Bản và Biển Đông là loài này. 